# 熊田恩蘭蝨
熊田恩蘭蝨（学名：Enderleinellus kumadai）为松鼠蝨科恩蘭蝨屬下的一个种。